# ヒュームの原理
ヒュームの原理（Hume's Principle、HPと略称される）とは、数Fsと数Gsの間に一対一対応（全単射）があるとき、FsとGsは等しいとする原理。ジョージ・ブーロス(George Boolos)によって命名された。ヒュームの原理は二階述語論理の考え方に沿って定式化できる。
ヒュームの原理はゴットロープ・フレーゲの数学の哲学において中心的役割を果たしている。フレーゲによれば、この原理およびそれに適合して定義された算術概念をもとにして、今日では二階算術(second-order arithmetic)と呼ばれているもののすべての公理が論理的必然として導かれることが証明される。このことの帰結がフレーゲの定理の名で知られるものであり、新論理主義の名で知られる数学の哲学を基礎づけている。

## 発端
ヒュームの原理は、フレーゲの『算術の基礎』において、デイヴィッド・ヒュームの『人間本性論』第1巻第3部からの引用というかたちで言及されている。この著作でヒュームは観念と観念の基本的関係には7種類あると述べている。その1つである量や数における比例についてヒュームは、量に関してわれわれがおこなう推論は幾何学によって表現されるが、それが「完全な厳密さと確実さ」に達することはありえないと述べている。幾何学の原理は感覚認識に由来しているからである。これに対して、ヒュームによれば、数や算術について行われる推論は厳密さと確実さに達しうると述べている。
それゆえ、われわれが、推論の連鎖をどれほど複雑に続けても、完全な厳密さと確実さを保持することができる学問としては、代数学と算術だけが残る。われわれは、数の等しさと比を測定するための正確な基準をもっており、数がこの基準に一致するかどうかによって、誤る可能性なしに数の間の関係を決定するのである。われわれは、二つの数が、一方の数が他方の数に含まれるすべての単位〔数の一〕をに対応する単位〔数の一〕を含むように構成されているとき、それらの数をたがいに等しいと言う。そして、幾何学を完全で誤ることのない学問と見なすことがほとんどできないのは、〔空間的〕延長においては、等しさのこのような〔正確な〕基準がないからである
ただしヒュームは「数」という言葉を古い意味で用いている。ここでは数は「正の整数」という現代において通常用いられる意味ではなく、事物の集合ないしコレクションを意味している。古代ギリシアでは、数という観念(arithmos)は単位を有限個合わせたものを意味していた。アリストテレス『形而上学』1020a14およびエウクレイデス『原論』第7巻の定義1および2を参照。従って、フレーゲのヒューム評価はおそらく正当ではない。フレーゲがヒュームの原理から引き出す結論の少なくともいくつかは、ヒュームなら間違いなく否定するはずのものである。特に、無限数が実在するという結論についてはそうであろう。

### 集合論への影響
一対一対応の式によって基数を特徴づけることができるという原理はすでにカントールによって正面から取り上げられており、カントールの著作はフレーゲも知っていた。このためヒュームの原理というよりカントールの原理と呼ぶべきであるという意見もある。しかしフレーゲはカントールを批判し、カントールが基数を順序数によって定義しているが、そうではなく順序数とは無関係に基数を特徴づけようとしたと述べている。また、カントールの考え方は、公理的な集合論が詳細に述べているような当時の超限数の理論の一部として述べられたものである。